# Dysdera corfuensis
Dysdera corfuensis là một loài nhện trong họ Dysderidae.
Loài này thuộc chi Dysdera. Dysdera corfuensis được Christa Deeleman-Reinhold miêu tả năm 1988.